# Saddlebrooke, Arizona
Saddlebrooke är en ort (CDP) i Pinal County, i delstaten Arizona, USA. Enligt United States Census Bureau har orten en folkmängd på 9 614 invånare (2010) och en landarea på 75,9 km².